# Manx (sprog)
Manx (manx: Gaelg) er et gælisk sprog, der tales på den britiske ø, Man (Isle of man) i Det Irske Hav. Den sidste indbygger, der havde lært manx som barn, døde i 1974. Men sproget var på dette tidspunkt allerede under genoplivning, og har således aldrig været helt uddødt.
Manx er i dag hovedsprog for ca. 100 beboere på øen Man (Isle of Man), der bl.a. har oprettet manx-sprogede børnehaver og skoler, mens omkring 1.800 har et vist kendskab til  sproget.
Alle love på Isle of Man skal fortsat proklameres på manx for at være gyldige. Der er rundt omkring på øen vejskilte som skrives på manx, samt en radiostation der sender nogle programmer på manx.